# Ruth Schmid
Ruth Schmid, schweizisk orienterare som tog brons i stafett vid VM 1981.